# Bósa saga ok Herrauðs
 (juin 2020).
Si vous disposez d'ouvrages ou d'articles de référence ou si vous connaissez des sites web de qualité traitant du thème abordé ici, merci de compléter l'article en donnant les références utiles à sa vérifiabilité et en les liant à la section « Notes et références ».
Bósa saga ok Herrauðs (en français : Saga de Bósi et Herraud) est une saga légendaire écrite vers l'an 1300 et conservée dans trois manuscrits du XVe siècle. Elle raconte les aventures des deux amis, le prince Herraud (vieux norrois Herrauðr) et le coquin Bósi.

## Les personnages principaux

### LesGoths
- Herraud, viking et prince d'Östergötland
  - le roi Hring (Hringr), son père
  - le trésorier Sjód (Sjóðr), son demi-frère bâtard
- Bósi (aussi Bögu-Bósi), l'ami du prince Herraud
  - le vieux viking Thvari, son père
  - la sorcière Busla, sa mère adoptive
  - le sorcier Smid, son frère

### DeBjarmaland
- Harek, le roi de Bjarmaland
  - Son fils Siggeir
  - Son fils Hrærek
  - Sa fille Edda
  - Sa mère Kolfrosta, prêtresse du dieu finnois Jumala.

### DeGlæsisvellir
- Godmund (Godmundr), le roi de Glæsisvellir, qui fait partie du pays des géants
  - sa sœur Hleid (Hleið), emprisonnée par Kolfrosta en Bjarmaland

## Synopsis
Herraud, héros de la saga, est fils de Hring, le roi d'Östergötland, et sa femme Sylgja. Mais Hring a aussi un fils illégitime, Sjód, qui est collecteur d'impôts et trésorier de Hring. D'après la saga, le mot sjödr, « bourse », dérive de son nom. Sjód est fidèle, habile, et avide. Hring favorise Sjód sur le jeune prince Herraud.
Le meilleur ami d'Herraud est Bósi, le fils cadet de Thvari et Brynhild. Thvari était viking. Brynhild était une skjaldmö et fille de Agnar, le roi de Nóatún. Thvari a mutilé la princesse Brynhild en duel. Il lui a par la suite redonné la santé, et les deux sont tombés amoureux. Puis Thvari a épousé cette Bögu-Brynhild (« Brynhild-Rabougrie »), et elle lui a donné deux fils, Smid (Smiðr) et Bósi. Smid a appris la magie de leur mère adoptive, Busla, une sorcière puissante. Bósi n'a jamais appris la magie, parce qu'il n'a pas voulu que personne dise qu'il a réussi grâce à une supercherie. Il est robuste et veut devenir guerrier.

### L'exil de Bósi
Tellement fort et agressif est Bósi, qu'il estropie des hommes dans un jeu de balle. Le roi Hring le déclare criminel, mais le prince Herraud l'aide à s'échapper. Un peu plus tard, Herraud demande à son père la permission de faire une expédition viking. Sjód désapprouve, mais Hring cède et lui donne cinq vieux navires. Le jeune prince quitte l'Östergötland et va au Danemark.
Pendant le voyage, une tempête se produit. Herraud voit un homme sur une falaise loin du navire. L'homme demande s'il peut monter à bord. Herraud dit qu'il peut, mais il faut qu'il atteigne le navire sans aide. Alors l'homme mystérieux saute quinze cours et atterrit sur le pont du navire. C'est Bósi. Les deux amis réunis voyagent et pillent ensemble pendant cinq années.

### La mort de Sjod
Pendant ce temps, en Östergötland, le demi-frère de Herraud, Sjód, a extorqué de l'argent du père de Bósi, Thvari, en disant que c'était compensation légale pour les hommes que Bósi avait blessés. Alors, par hasard, le navire de Bósi arrive en Wendland, où Sjód se trouve aussi à travailler pour Hring. Les deux se disputent à propos de cette extorsion et Bósi tue Sjód.
Herraud revient à la cour de son père et offre de faire compensation pour la mort de Sjód, mais Hring, furieux, refuse toutes les offres. Une guerre civile éclate entre père et fils. Hring parvient à capturer Herraud et Bósi, et se prépare les tuer. Cependant, la même nuit, Busla, la mère adoptive de Bósi, utilise sa magie. Elle apparaît dans la chambre de Hring et le menace avec ses malédictions. Hring convient de faire la paix avec Herraud et Bósi. Au lieu de les tuer, il va les envoyer faire une quête dangereuse.

### La quête pour l’œuf de vautour
Le jour suivant, Hring exile Herraud et Bósi, Herraud indéfiniment, Bósi jusqu'à ce qu'il trouve et ramène un œuf de vautour inscrit de lettres d'or. Herraud et Bósi viennent avec Bulsa en Biarmie à la recherche de cet œuf. Une rencontre érotique entre Bósi et la fille d'un paysan est racontée dans un dialogue amusant de devinettes paillardes. Cette femme indique à Bósi où est l’œuf de vautour.
Les deux amis parviennent à occire le vautour qui gardait le temple de Jumala en Bjarmaland, à obtenir l’œuf, et à tuer la prêtresse Kolfrosta, qui était la mère du roi de Bjarmaland, Harek. Ils libèrent de ce temple une femme, Hleid, qui est la sœur du roi de Glæsisvellir, Godmund. Kolfostra a enlevé cette femme et l'a emprisonnée afin de la transformer en  nouvelle prêtresse. Herraud et Hleid se fiancent et tout le monde revient en Östergötland, où le roi Hring, dès qu'il reçoit la coquille de l’œuf de vautour, se réconcilie avec Bósi et son fils.

### Les princesses Hleid et Edda
Herraud laisse sa fiancée Hleid avec son père et va avec Bósi lutter dans la Bataille de Brávellir. Ils sont parmi le peu qui survivent.
Pendant ce temps, Godmund, le roi de Glæsisvellir, qui ne connaissait pas ce qui est advenu à sa sœur Hleid, promet à Siggeir, le fils du roi Harek et petit-fils de Kolfrosta, que Siggeir peut prendre Hleid pour femme s'il peut la trouver.
Siggeir et son frère Hrærek entendent parler de l'abduction de Hleid de Bjarmaland par Herraud et Bósi et la destruction du temple. Ils vont en Götaland, où ils trouvent le roi Hring, qui n'avait qu'une poignée de guerriers avec lui, parce qu'il a envoyé la plupart de ses forces avec Herraud et Bósi à Brávellir. Les deux frères attaquent, Hring meurt au combat et Siggeir apporte Hleid à Glæsisvellir.
Dès qu'ils reviennent de Brávellir, Herraud and Bósi, avec Smid le frère de Bósi et Busla leur mère adoptive, partent sauver Hleid. Après une autre rencontre érotique entre Bósi et la fille d'un paysan, ils infiltrent le banquet de mariage et reprennent Hleid. Sur le chemin du retour, Bósi séduit une troisième femme, et passe en Bjarmaland, où il enlève Edda, la sœur de Siggeir.
Harek, Siggeir et Hrærek les pourchassent, et il y a une grande bataille navale. Quand Harek attaque sous la forme d'un sanglier géant, une grande chienne (Busla, apparemment) s'oppose à lui. Sanglier et chienne tombent dans la mer et personne ne les revit plus jamais.

### Qu'est-il arrivé après
Bósi devient roi de Bjarmaland parce qu'il est le mari d'Edda. Bósi a un fils illégitime, Svidi le courageux, qui est père de Vilmund l'étourdi.
Herraud hérite Östergötland de son père. Herraud et Hleid a une fille, Þóra Borgarhjörtr, qui garde un serpent dans son boudoir. Le serpent est né de l’œuf de vautour. L'homme qui pourrait tuer le serpent pourrait se marier avec la princesse. L'homme qui tue le serpent est Ragnar Lodbrok.